# Aphis sassceri
Aphis sassceri är en insektsart som beskrevs av Wilson 1911. Aphis sassceri ingår i släktet Aphis och familjen långrörsbladlöss. Inga underarter finns listade i Catalogue of Life.